# Krzywinek
Krzywinek (niem. Ober Forsterei Kehrberg) – osada leśna w Polsce położona w województwie zachodniopomorskim, w powiecie gryfińskim, w gminie Widuchowa.
31 grudnia 2008 r. osada miała 5 mieszkańców.
W latach 1975–1998 miejscowość administracyjnie należała do województwa szczecińskiego.